# Monachoda
Monachoda es un género de insectos blatodeos (cucarachas) de la familia Blaberidae, subfamilia Blaberinae.
Cuatro especies pertenecen a este género:
- Monachoda burmeisteri Saussure, 1864
- Monachoda grossa (Thunberg, 1826)
- Monachoda laticollis Burmeister, 1838
- Monachoda latissima Brunner von Wattenwyl, 1865

## Distribución geográfica
Se pueden encontrar en Brasil.